# Louis, Duce de Nemours
Prințul Louis de Orléans (Louis Charles Philippe Raphaël d'Orléans; 25 octombrie 1814 – 26 iunie 1896) a fost al doilea fiu al viitorului rege Ludovic-Filip al Franței și a soției lui, Maria Amalia a celor Două Sicilii. În timpul domniei tatălui său din 1830 până în 1848 avea titlul de Prințul Louis, Duce de Nemours.

## Biografie

### Copilărie

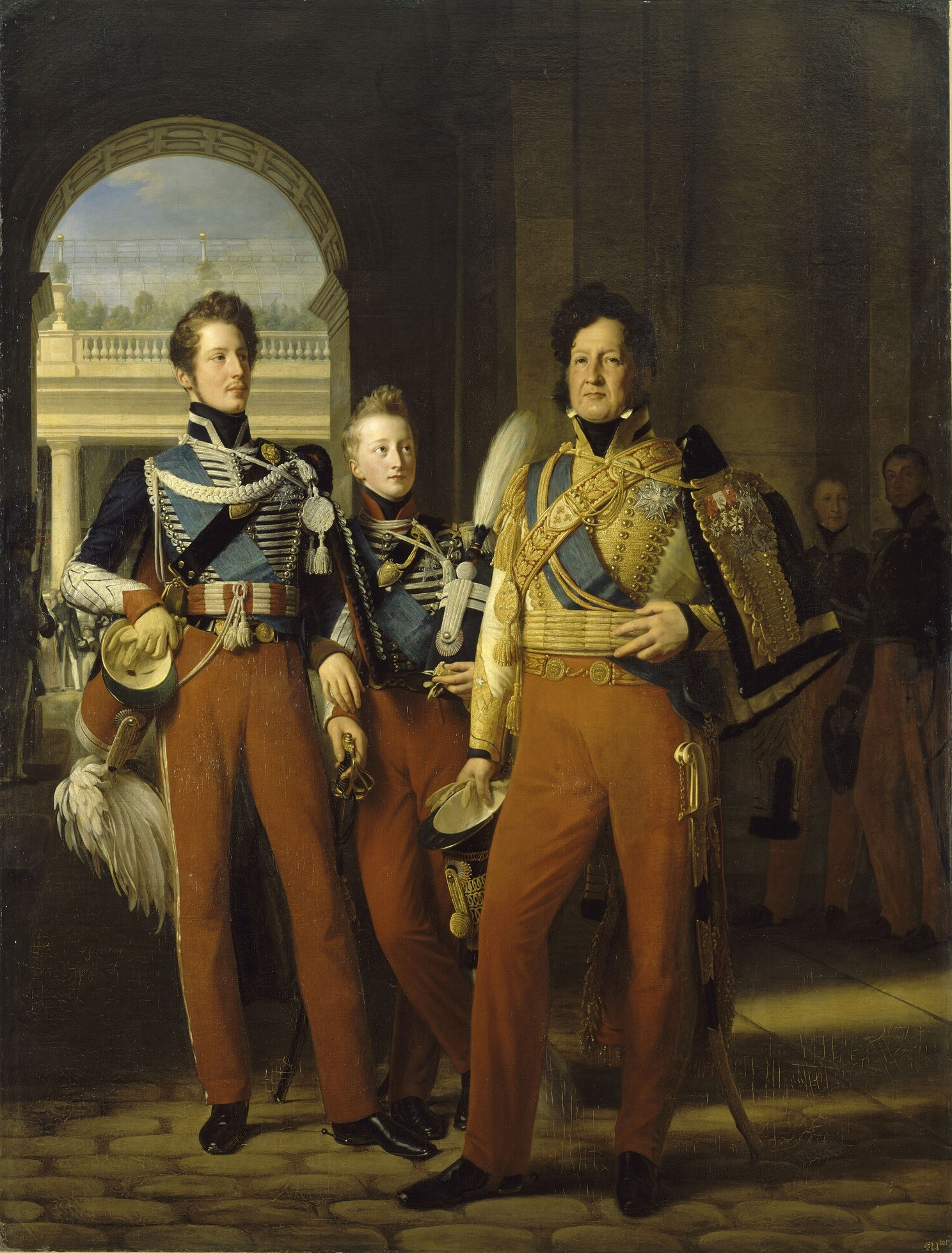
Ludovic-Filip al Franței împreună cu cei doi fii mai mari: Ducele de Chartres și Ducele de Nemours.

S-a născut la Palais Royal din Paris. La vârsta de 12 ani a fost numit colonel al regimentului 1 de cavalerie  iar în 1830 a fost făcut cavaler al Ordinului Sfântului Spirit de către regele Carol al X-lea.
La începutul anului 1825, numele său era menționat ca posibil candidat pentru tronul Greciei iar în februarie 1831 a fost nominalizat rege al Belgiei însă considerațiile internaționale l-au descurajat pe Ludovic Filip să accepte onoarea pentru fiul său, care a acompaniat armata franceză și a intrat în Belgia pentru a susține noul regat în separarea sa de Regatul Unit și Olanda; acolo a luat parte la Asediul de la Antwerp.

### Căsătorie
La 26 aprilie 1840 s-a căsătorit cu Prințesa Victoria de Saxa-Coburg și Kohary la Castelul Saint-Cloud.
Decesul fratelui său mai mare, Ferdinand, Duce de Orleans, în 1842 i-a dat o poziție cu o importanță mai mare în cazul ascensiunii nepotului său, tânărul conte de Paris. Răceala lui, faptul că nu-i plăceau funcțiile publice și trufia lui l-au făcut nepopular.
După izbucnirea revoluției din 1848 a mers cu cumnata lui Ducesa Helen de Mecklenburg-Schwerin și cu cei doi fii ai ei în camera deputaților însă a fost separat de ei de răscuți, și a scăpat în cele din urmă numai prin deghizarea sa în uniformă de gardă națională.

### Exilul și întoarcerea în Franța
A plecat în Anglia unde s-a stabilit cu părinții săi la Casa Claremont. Scopul lui principal în timpul exilului, în special după moartea tatălui său  a fost reconcilierea celor două ramuri ale Casei de Bourbon ca indispensabilă restabilirii monarhiei în Franța sub orice formă. Această dorință a fost frustată pe de o parte de atitudinea contelui de Chambord și pe de altă parte de determinarea ducesei de Orleans de a menține pretențiile contelui de Paris.
Nemours a locuit la Casa Bushy după decesul în 1866 a reginei Marie Amélie, văduva lui Ludovic Filip. În 1871 exilul impus prinților francezi a fost retras. În martie 1872 el a reobținut rangul de general de divizie de armată. Mai târziu, după retragerea din armată a continuat ca președinte al Crucii Roșii până în 1881, când un nou decret împotriva prinților de sânge a dus la retragerea din societatea pariziană.
În timpul președinției mareșalului MacMahon, el și-a făcut apariția pentru prima dată la Palatul Elysée. A murit la Versailles la 26 iunie 1896 la vârsta de 82 de ani; soția sa murise la Claremont la 10 noiembrie 1857. A supraviețuit tuturor fraților și surorilor sale în afară de Prințesa Clementine de Orléans și François d'Orléans, prinț de Joinville.

## Copii
- Louis Philippe Marie Ferdinand Gaston d'Orléans, Conte de Eu (28 aprilie 1842 – 28 august 1922), care s-a căsătorit cu Isabella, fiica cea mare și moștenitoarea regelui Pedro al II-lea al Braziliei;
- Ferdinand Philippe Marie d'Orléans, Duce de Alençon (12 iulie 1844 – 29 iunie 1910), care s-a căsătorit cu Ducesa Sophie Charlotte de Bavaria (1847–1897), sora împărătesei Elisabeta a Austriei ("Sisi");
- Marguerite Adelaide (1846–1893), care s-a căsătorit cu Prințul Ladislaus Czartoryski;
- Blanche Marie Amelie Caroline Louise Victoire d'Orléans (28 octombrie 1857 – 4 februarie 1932).

## Arbore genealogic
1. ↑  RKDartists, accesat în 16 septembrie 2022